# La ola (Camille Claudel)
La Ola, también conocida como Las Bañistas es una escultura de Camille Claudel, realizada en ónix y bronce hacia 1903. Representa una gran ola de ónice a punto de romper sobre tres pequeños bañistas, desnudos, ejecutados en bronce, cogidos de la mano. Esta escultura se exhibe en el Museo Rodin de París.
Realizado inicialmente en yeso en 1897, se expone en el Salón. Luego se realizó en ónix y bronce en varios ejemplares, de 1898 a 1903. La copia expuesta en el museo Rodin probablemente data de 1903.
La Ola es reconocida como una de las obras maestras de Camille Claudel, donde manifiesta su creatividad y su propia estética, reflejando su propia vida.

## Historia y descripción
La escultora Camille Claudel expuso en el Salón de París de 1897 una primera versión en yeso de La ola. 
Luego creó la obra real en ónix y bronce, en 1898-1903.Esta obra data de la época en la que Claudel se liberó de la influencia de Rodin y refleja plenamente su genio y su propia creatividad. Forma parte del ciclo iniciado con Sakuntala o Vertumne y Pomone, un ciclo de obras de inspiración autobiográfica donde manifiesta su creatividad y su propio talento.
El grupo representa una gran ola en ónix verde a punto de caer sobre tres bañistas desnudos, en bronce, con las rodillas dobladas y las manos unidas, los bañistas agazapados observan la ola a punto de romper.Uno de los tres bañistas, más cercano a la ola, es el menos encorvado, y el que más mira hacia la cresta de la ola.
Podría ser una representación de la propia Camille Claudel con dos amigos artistas,y una metáfora de la artista femenina a punto de verse abrumada por los hombres o por la preferencia por ellos.
El uso del ónix se adapta especialmente bien a la representación del agua, tanto por su color como por sus surcos y reflejos.Claudel hace valer su creatividad, su saber hacer y su dominio de diferentes materiales para lo que quiere representar.
La Ola de Claudel recuerda a La gran ola de Kanagawa de Hokusai. Camille Claudel también está fascinada por Japón y el arte japonés.

### Galería

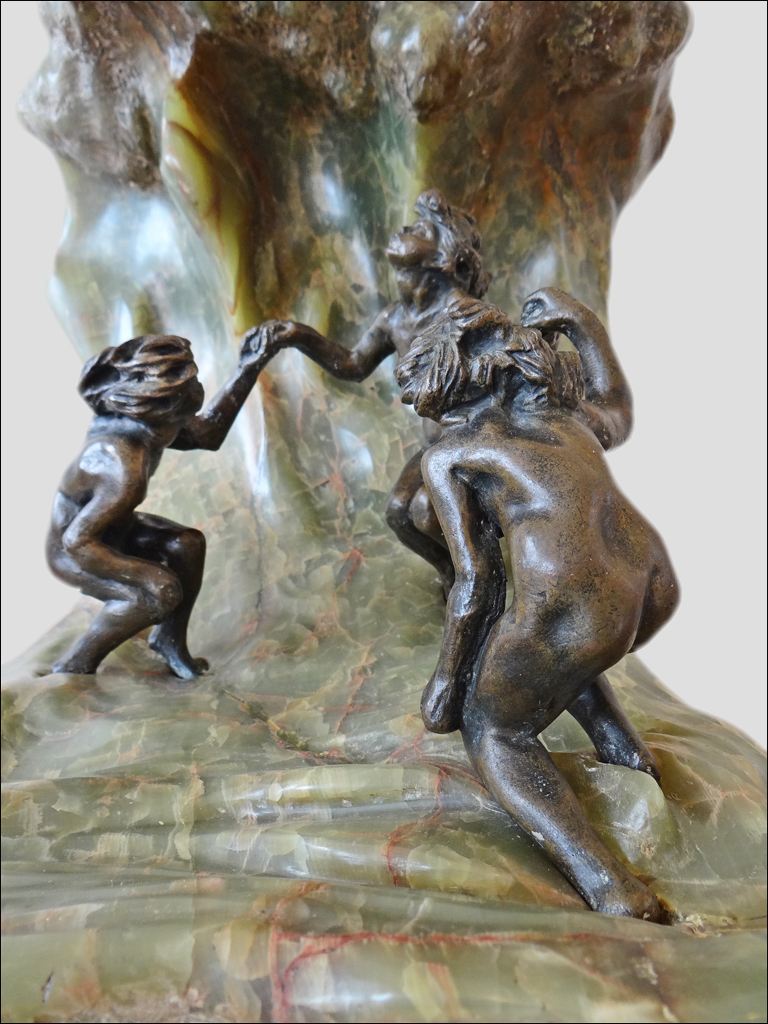
La Ola vista frontal,Museo Rodín, París.
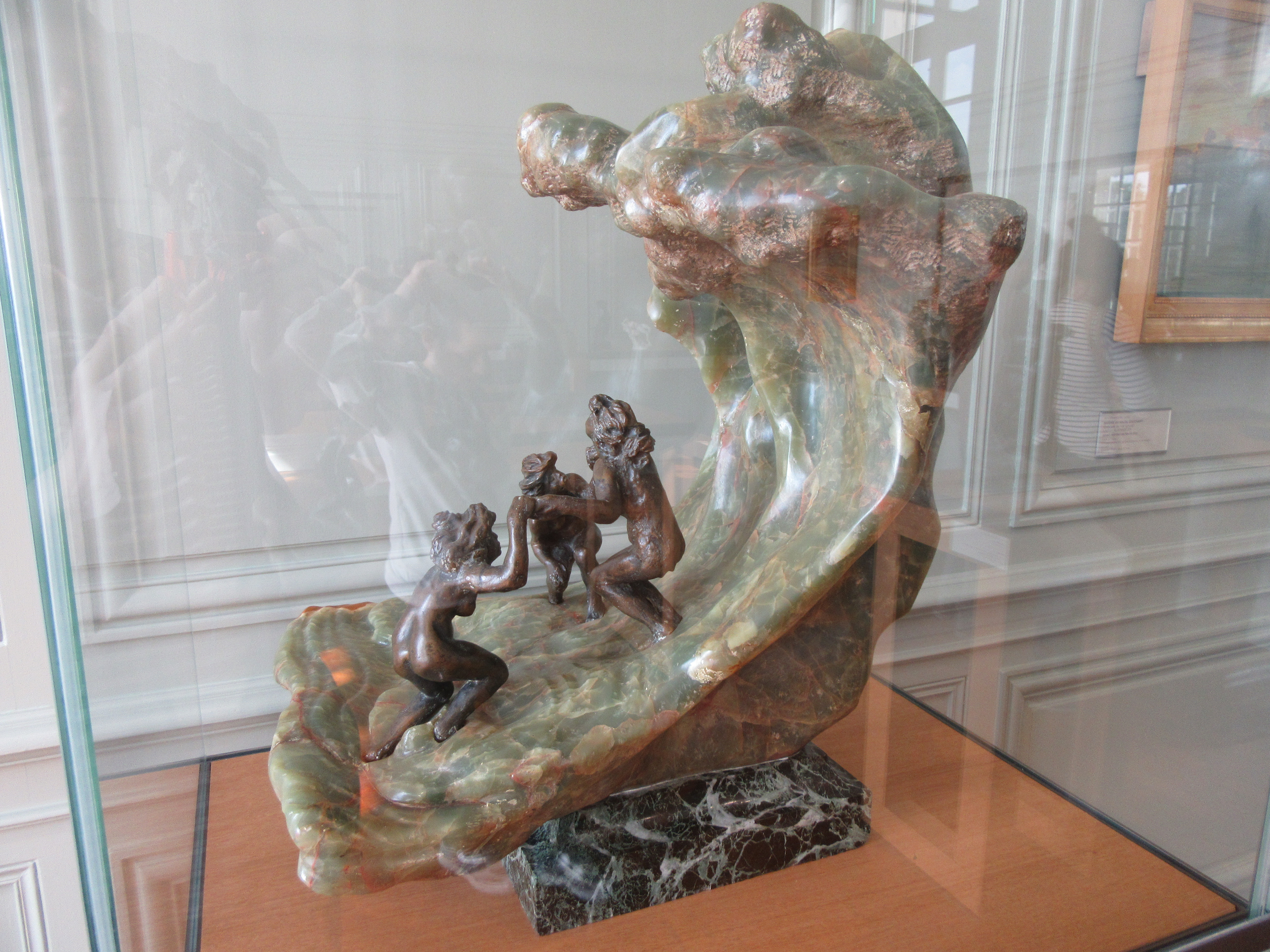
Panorámica de La ola, de perfil.
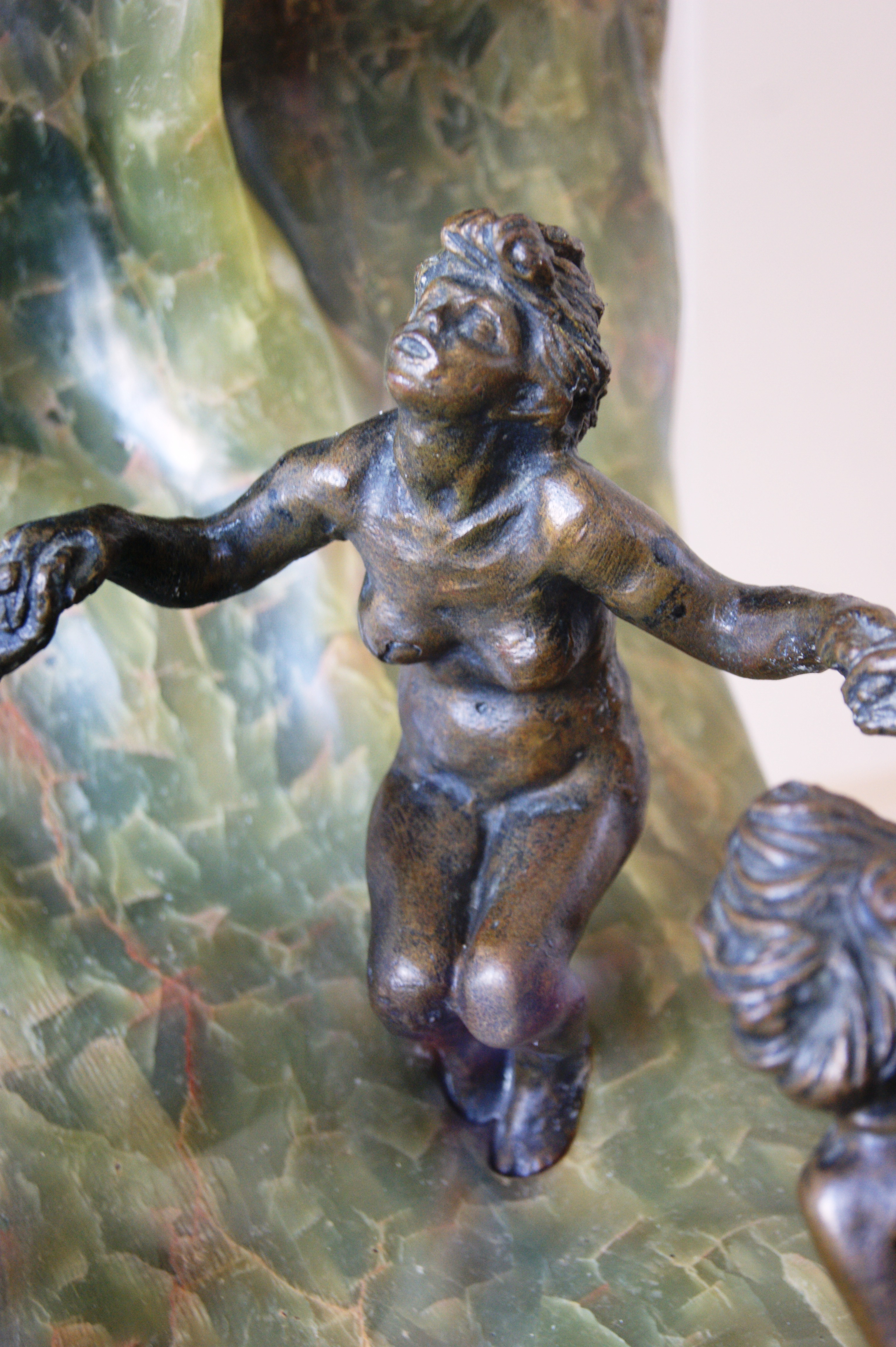
Bañista.
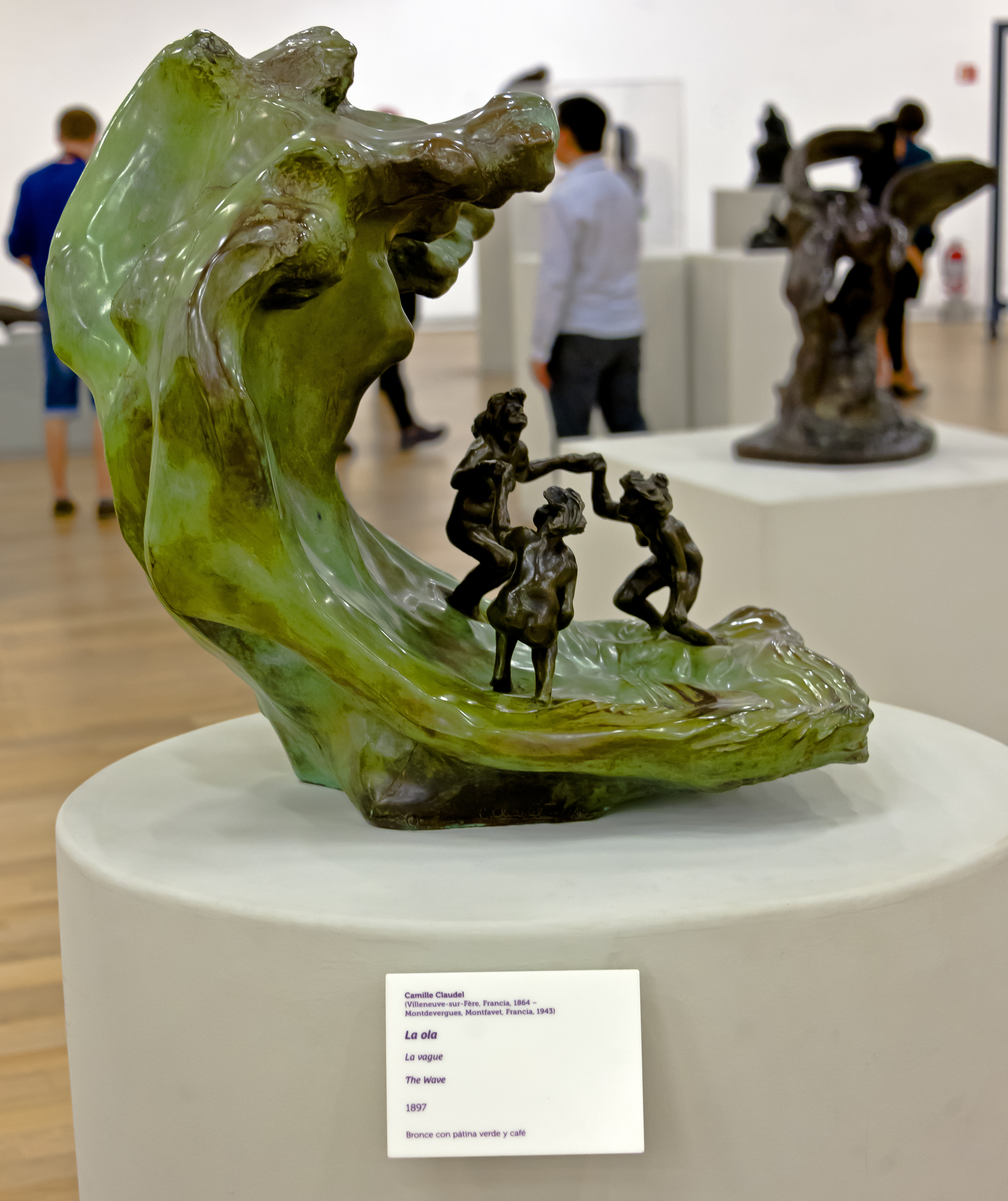
Otra versión, en el Museo Soumaya.
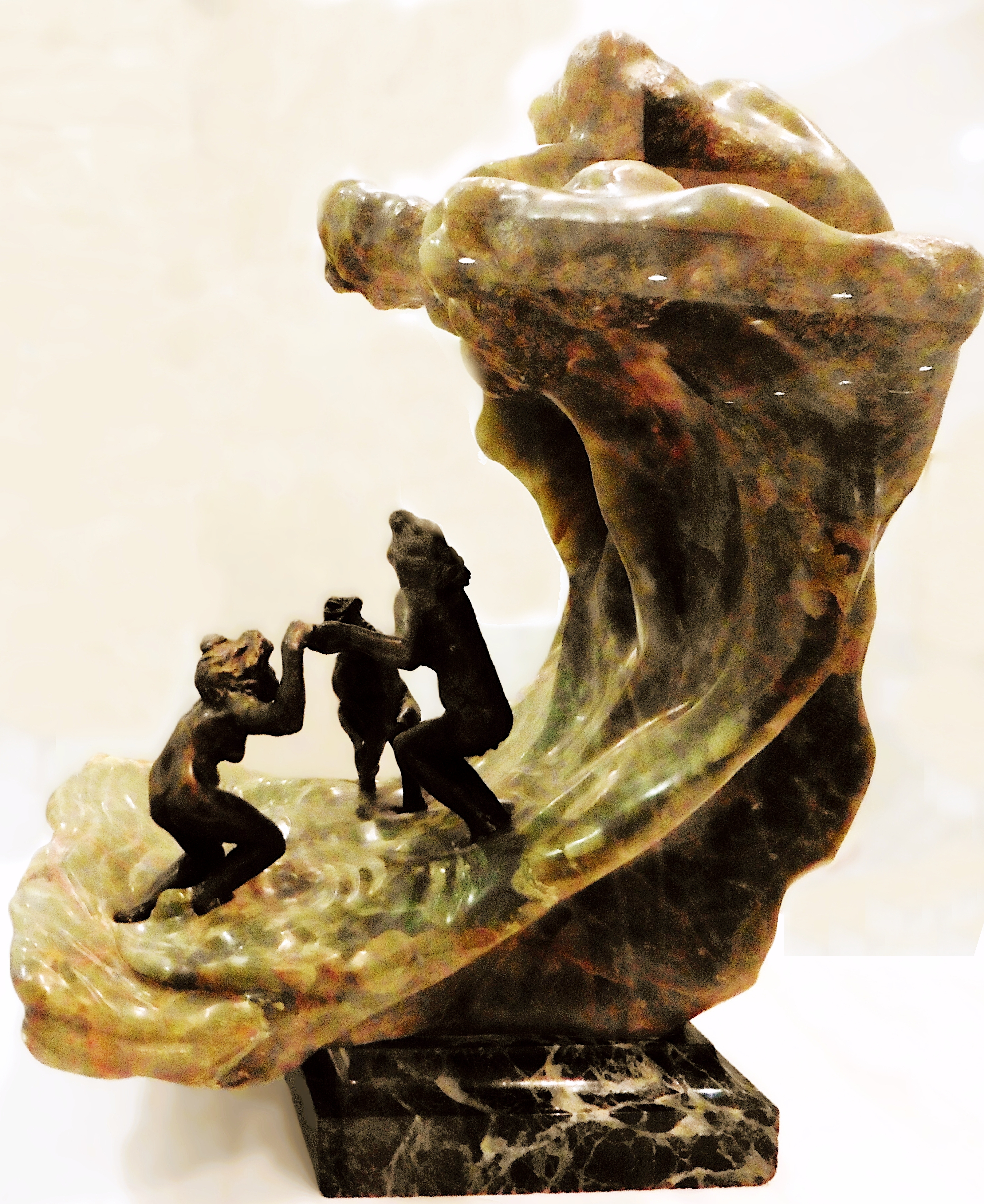
Otra versión, en La Piscine (museo).

### Artículos relacionados
- Camille Claudel
- Museo Rodin
- La gran ola frente a Kanagawa

- Datos: Q106265262
- Multimedia: La Vague by Camille Claudel (Musée Rodin) / Q106265262